# NGC 7354
NGC 7354 is een planetaire nevel in het sterrenbeeld Cepheus. Het ligt 6800 lichtjaar van de Aarde verwijderd en werd op 3 november 1787 ontdekt door de Duits-Britse astronoom William Herschel.

## Synoniemen
- PK 107+2.1